# 98

## Evenimente
- Traian (Marcus Ulpius Nerva Traianus) este împăratul Imperiului Roman, până în 117.

## Decese
- 27 ianuarie: Nerva, împărat roman (n. 30)